# Annals of Mathematical Statistics
The Annals of Mathematical Statistics fue una revista de estadística revisada por pares publicada por el Instituto de Estadística Matemática de 1930 a 1972. Fue reemplazado por los Annals of Statistics y los Annals of Probability. En 1938, Samuel Wilks se convirtió en editor en jefe de los Anales y reclutó a un notable equipo editorial: Fisher, Neyman, Cramér, Hotelling, Egon Pearson, Georges Darmois, Allen T. Craig, Deming, von Mises, H. L. Rietz y Shewhart. 